# 小叮当 (彼得·潘)
小叮当（英語：Tinker Bell，或作叮叮铃）是一个虚构的童话人物，作为一位小仙子，她首次出现在苏格兰作家J·M·巴里1904年的小说《肯辛顿花园的彼得·潘》（Peter Pan in Kensington Gardens）和1911年的小说《彼得·潘与温蒂》（Peter Pan and Wendy）中，其后在各种电影、电视剧改编的彼得潘故事中出现，尤其是1953年的迪斯尼动画电影小飞侠。她的昵称是Tink。

## 原剧本与小说中的设定
- 当第一个婴儿第一次咯咯的笑出来时，他的笑声破裂成一千片，碎片到处乱飞，这就是小仙子的由来。而当一个新的婴儿第一次笑出来时，同样也会诞生一个新的小仙子，因为总是有新的婴儿，所以总会有新的小仙子。但是当一个小孩说“我不相信什么小仙子！”的时候，就会有一位小仙子掉下来死了。小叮当就是这样的一个小仙子。[1]
- 小叮当住在永无乡，当她飞行时伴随着仙尘洒落。如果某个快乐的人沐浴到她的仙尘,他甚至可能会飞起来。
- 小叮当是个修补坏掉的锅、壶之类器物的修理仙子，所以她被叫做小叮当（tinker是修补匠的意思），她的讲话由叮叮当当的声音组成，只有熟悉妖精语言的人才能理解。[1]
- 她习惯于被宠着，有时脾气暴躁，既好奇又富于报复心，会对其他人与彼得·潘的关系感到嫉妒，因此有时会欺负温迪甚至差点杀掉她，但是同时她对彼得有着强烈的友情与责任感。[2]当彼得·潘中了铁钩船长的陷阱差点喝下毒药的时候，她代替彼得·潘将毒药喝了下去而濒临死亡。

小说中解释了她的极端性格：由于小仙子的身材，她无法同时拥有一种以上的感觉。因此当她生气的时候就会失去同情心。在小说的结尾，当彼得飞回去寻找年长的温迪时，提到小叮当死于温迪和她的兄弟离开梦幻岛的那一年，彼得不再记得她了。
- 她可以在2小时45分钟内从伦敦飞到永无乡。
- 她有着丰满的体型

## 迪斯尼电影里的设定

### 小飞侠（1953年电影）
小叮当在半个多世纪以来已成为迪士尼最重要的品牌标志之一，并且通常被称为“迪士尼魔力的象征”。她穿着绿色的迷你连衣裙和蓬松的高跟鞋，金色长发盘成一团，背后是小仙子的翅膀，在电视广告和电视节目预告片中脱颖而出，并用一根魔杖挥洒仙尘，以给迪士尼其他各种人物带来魔幻般的感觉，尽管1953年的动画版《小叮当》实际上从未使用过魔杖。在图片和官方的迪士尼角色档案中，她被称为小仙子。 
在迪士尼1953年的电影版《小飞侠》中，小叮当是个穿着绿色迷你连衣裙、白色拖鞋和黄色内裤的小仙子，刚出生不久，身体闪闪发亮，在生气时则会发出红光。她生气勃勃但是没有对话，在她做手势时会发出铃声。虽然在本作中完全没有说话，但之後在迪士尼2008年的电影《奇妙仙子》中则有了台词，通过仪式她被判断为有着“制造物品”的天赋，但是她并不喜欢这项不显眼的工作。 
在本作中，小叮当是彼得·潘的伴侣仙子。虽然没有具体的台词，但至少彼得和遗失男孩们似乎理解她的话。她爱上了彼得·潘，毫不留情攻击接近彼得的女性（尤其是温迪）甚至试图杀害她们。如此激烈的嫉妒之心被虎克船长所利用，向她问出了藏身之处的位置。
她一边飞行一边落下仙尘，如果沐浴到仙尘就可以在天空中飞行。在本作中，除了温迪等人以外，温迪的狗娜娜和海盗船也因其仙尘的作用而飞了起来，仿佛仙尘本身能给予飞行能力一样。在被虎克船长抓住后，以不能对彼得·潘出手为条件说出了藏身之处的地点。 
- 这些设定基于巴里（Barry）的设定。
- 小叮当由马克·戴维斯（迪斯尼的动画制作师） 动画化。由于小叮当不会说普通的语言，所以她的动作对于帮助她进行交流非常重要，因此戴维斯需要寻找一位可以体现角色的舞者。戴维斯选择了玛格丽特·凯利（Margaret Kelly）作为小叮当的真人参考模型。

### 小飞侠2（2002年电影）
剧中透露出只是沐浴到她的仙尘并不能飞行（还需要相信）。小叮当由于人类不相信小仙子的存在而变得越来越虚弱，但是当简相信之后就复活了。

## 伯班克电影版
穿着黄色的迷你连衣裙，打着双马尾，头发颜色不明。为了帮助温迪，她把一个有毒的蛋糕扔进了花瓶里。 

## 史蒂芬·斯皮尔伯格版
在电影《鐵鉤船長》（1991年，美国电影）中，茱莉娅·罗伯茨（Julia Roberts）扮演小叮当。她将现已成年的彼得带到永无乡以拯救他的孩子们，并且说服虎克船长给她三天时间来恢复彼得失去的记忆（包括他的飞行、战斗的能力），以确保彼得与虎克能进行公平战斗。在彼得的记忆恢复后，小叮当“希望”自己成为一个与正常人类同样大的女人，以与彼得分享一个吻。彼得回到伦敦后，小叮当最后一次出现在肯辛顿花园的彼得潘雕像上，告诉他她将永远爱他。
在此版本中，小叮当被描绘成有翅膀的六英寸高的假小子精灵，带着红色的“精灵短发”发型。她穿着破旧的皮束腰外衣，搭配短裤，并将匕首绑在腿上。她只有在飞行时才会像传统的光球一样。小叮当的力量远超出了她的大小，她能举起并扛着一个成年男子，并且能够在飞行时挥舞着人类的剑（给人以剑自己在空中盘旋的印象）。这也是小叮当能够将自己转变成人类大小的唯一解释。本作中她一直生存到了现代，从而颠覆了小叮当的形象。按照小说中的描述，小仙子的自然寿命不长，小叮当在温蒂一家孩子们的冒险一年后就去世了。 
与彼得·潘（出生后第7天的婴儿）的相遇
在电影《鐵鉤船長》中，彼得・潘在永无乡的藏身之处时，沉浸在了他与小叮当首次相遇的回忆之中。 
- 出生后第7天的悲剧

在数十年前的肯辛顿花园里，彼得·潘的母亲正在与一个她的女性熟人聊着自己孩子的将来。 
一辆铺了白色的坐垫、襁褓与垫被的黑色婴儿车停在公园的树边上。棕色的泰迪熊“塔迪”和穿着白色连体婴儿服、婴儿鞋的宝宝，即日后的彼得·潘睡在其中。   
天气开始变坏，风也更大了，但是没有意识到这点的母亲仍然沉浸于聊天之中。由于强风 ，婴儿车一点一点地摇摆，终于以猛烈的速度从陡峭的坡上滑了下来，载着受惊的婴儿从广场冲过公园、街道，一直冲到了荒凉的森林广场，最后，婴儿车撞到了森林深处圆形石板的台阶上，侧身倒下。婴儿与泰迪熊“塔迪”一起被从童车里扔出，重重的摔在石板上。 
- 第一次相遇

几个小时后夜晚降临，连绵不断的雨中没有一个人来到森林深处，甚至连母亲都没有来寻找。由于摔在地上的痛苦和独自相处的寂寞，被淋得透湿的婴儿在圆形石板上挥舞着手脚大声痛哭，泪水与鼻涕流了满面。随后，从永无乡的仙女谷（Pixie Hollow）偷偷跑到人类世界的小仙子小叮当发现了这个痛哭的宝宝。为了让他停止哭泣，她在边上不停的飞来飞去，或者捡起一片枯叶，将它放在婴儿的脸上来替他挡雨。她盯着婴儿的脸，将仙尘扑落在他的身上，终于，刚才还挂着泪水的婴儿脸上浮现出了微笑。雨也停了下来，小叮当抓住抱着泰迪熊“塔迪”的婴儿右手，向夜空中远方的永无乡飞去。 
以上的设定在电影中被描绘出来。 剧中谈论更多的是彼得·潘的“悲伤的回忆”，而不是“快乐的回忆”，自出生第7天后的“彼得·潘”首次来到永无乡，直到他已经成长为5、6岁的孩子之间的这段情节没有在电影里表现。 
- 前往永无乡

在花了2小时45分钟终于从伦敦飞到永无乡的上空时，婴儿松开了手，与此同时，仙尘的效果也消失了，结果就是他掉了下来。小叮当一发现这个情况便慌张的四处寻找婴儿，但是花费了许多功夫仍然没有找到。 
于此同时，婴儿跌落到了陌生的土地上而开始大哭，紧接着住在永无乡的孩子们也发现了他，他们围成一圈盯着这个哭泣的婴儿。其中有一个男孩将他抱起来予以安抚，随后把他带到小屋里并给他洗了个澡，同时也一起洗干净了弄脏的婴儿服和鞋子。在衣物晾干后又给他重新穿上了干净的白色婴儿服、鞋子，戴上白色帽子，放在带有垫被的摇篮中，然后盖上毯子，最后在他旁边放上泰迪熊“塔迪”，他这才沉沉的睡了过去。 
后来小叮当也终于找了过来，听说住在永无乡的孩子们会暂时照顾孩子才松了一口气。但是那也只是短暂的一段时间，有几个孩子不喜欢这个婴儿，在小叮当看不到的地方开始了持续的欺凌。
- 艰辛的每一天

从那天起，孩子们开始在小叮当不知情的情况下欺负婴儿。 种种恶行被犯下，敲打、抓挠、不给他食物、玩海盗游戏时把他挂在木船船头充当船首像，甚至把他抛到海里，被附近的人鱼发现才救起一命。在这样的处境之下，他每天都大哭不止。     
- 作为婴儿的母亲

终于在一次用绳子绑上婴儿做抛掷游戏的时候，孩子们的行为被小叮当发现了，激怒之下，她痛揍了每一个欺负婴儿的孩子直到他们大声的哭泣。 
结束惩罚后，小叮当解开绳子，流着泪抱住婴儿的身体，两个人都大哭了起来。 
后来，小叮当决定将婴儿带到仙女的集落——仙女谷（Pixie Hollow）。将婴儿和泰迪熊放在一条白色的毯子上包裹起来并将他带到仙女谷后，不顾其他仙女的反对，小叮当开始了她的育儿生活。     

## 环球影业版
在电影“小飞侠彼得潘”（2003年，美/英/澳/新西兰合作动画电影）中，她穿着树叶制成的连衣裙。